# Dinn-Kliffs
Die Dinn-Kliffs sind etwa 30 m hohe Kliffs auf der westantarktischen James-Ross-Insel. Sie ragen 3 km südwestlich der Saint Martha Cove am nordwestlichen Ufer der Shrove Cove auf.
Das UK Antarctic Place-Names Committee benannte sie 1993 nach Michael Ernest Dinn (* 1959), der zwischen 1986 und 1996 für den British Antarctic Survey auf der Rothera- und der Signy-Station tätig war.